# David Zehavi
David Zehavi, la naștere David Goldis (în ebraică דוד זהבי, n. 14 iunie 1910, Jaffa, Imperiul Otoman – d. 26 octombrie 1977, Na'an⁠(d), Districtul Central, Israel) a fost un compozitor israelian de muzică ușoară, din reprezentanții de seamă ai genului „Zèmer ivrí” („cântec ebraic”) din anii 1930-1970 și unul din întemeietorii kibuțului Naan. 
Este considerat cel dintâi compozitor evreu născut în Palestina modernă („sabru”) 

## Biografie

### Copilărie și tinerețe
Bunicii paterni ai lui David Zehavi au emigrat în anul 1877 din România în Palestina otomană (pentru ei - Țara Israel) în cadrul a ceea ce s-a numit prima Aliya evreiască, cea dintâi emigrație sionistă de facto în Palestina. Ei au ajuns la Tiberias (Tveria) și apoi s-au mutat la Rosh Pina, unde s-a născut tatăl lui Zehavi, Avraham Goldis. În anul 1895 Avraham Goldis s-a însurat cu Rahel, emigrantă evreică din România. El a lucrat la fabrica de mătase pe care a fondat-o baronul Edmond de Rothschild la Rosh Pina. După ce a a fost concediat în urma crizei în care s-a înglodat întreprinderea, în jurul anului 1900 Goldis și soția s-au mutat la Jaffa. David, al treilea copil al lor, s-a născut la Jaffa în anul 1910. 
Din copilărie Zehavi a fost impresionat pe de o parte, de cântecele tradiționale evreiești pe care le intona tatăl său sâmbăta și de sărbători, și pe de alta, de muzica ce răzbătea din cafenelele arabe din împrejurime . Tatăl spera că David să devină cantor (hazan). Zahavi a învățat mai întâi în grădinița ebraică care funcționa la Jaffa, apoi la școala „Tahkemoni ”din cartierul evreiesc Neve Tzedek din Tel Aviv. În anii Primului război mondial familia a fost deportată de autoritățile otomane din Tel Aviv. împreună cu toți locuitorii așezării și s-a mutat la Zihron Yaakov, unde l-a avut ca profesor pe scriitorul Yosef Haim Brenner. După sosirea forțelor britanice ea a revenit cu domiciliul la Tel Aviv.
Din lipsă de fonduri materiale, Zehavi nu a primit o educație muzicală formală. De la vârsta de 8 ani a învățat singur să cânte din fluier și a scris șapte melodii pentru acest instrument.  Apoi a învățat să cânte la vioară de la sora sa, Lea Goldis, iar mai târziu a  să cânte la pian de la mai multe profesoare:Myriam Levit, Hadasa Birivis si Myriam Boskowitz.
Pentru a se întreține a lucrat în tipografii, în construcții și pavaj.

### Activitatea
La maturitate Zehavi s-a alăturat fondatorilor kibuțului Naan din mișcarea Hanóar Haovéd (Tineretul muncitor) și a fost membru al ei vreme de 50 ani, până la sfârșitul vieții 
În acea perioadă și-a ebraizat numele în Zehavi („zahav” însemnând aur, numele acestui metal fiind sursa numelui feminin Golda, de unde provenea numele idiș al familiei sale, Goldis - „al Goldei”). În kibuț Zehavi a lucrat ca electrician. În paralel a organizat in cadrul lui un cor și evenimente muzicale, cu ocazia cărora a început și să compună melodii. Unul din membrii kibuțului. David Cohen, a adunat suma necesară achiziționării unui pian. Cu timpul melodiile pe care le-a compus s-au răspândit în rândurile evreilor din întreaga Palestină, Zehavi devenind unul din compozitorii apreciați de muzică ușoară din generația sa.
Între ianuarie și septembrie 1948, împreună cu soția sa, Rivka Zehavi a fost trimis de Mișcarea Hakibutz Hameuhad ca instructor în taberele de tineret evreiesc organizate după Holocaust în Italia, și Germania.
În ultimii săi ani Zehavi a suferit de cancer esofagian. Membrii kibuțului Naan au reușit să producă un disc cu cele mai frumoase melodii ale sale și să i-l prezinte la scurt timp înainte de a muri.  
David Zehavi a murit în anul 1977, la vârsta de 67 ani, și a fost înmormântat în cimitirul kibuțului.

## Creația muzicală
Primul cântec compus de Zehavi, la vârsta de 17 ani, a fost „Orhá bamidbar” (Caravană în pustiu) pe cuvintele unei poezii de Yaakov Fichmann, cântec care începe cu cuvintele „Yamin, usmol, rak hol vehol...” (la dreapta, la stânga, numai nisip și nisip...)

### Selecție de cântece
Zehavi a compus circa 400 cântece, dintre care au fost publicate 200.
- Ashrey hagafrur - (Fericit e chibritul) pe text de Hanna Szenes
- Halikha leKeissarya (Drum la Cezareea, cunoscut prin primele cuvinte, „Elí, Elí” - Doamne, Doamne)  pe o poezie de Hanna Szenes
- Nigunim - pe text de Fania Bergstein
- Hen efshar  (E cu putință) pe text de Haim Hefer
- Yatzánu at (Am pornit domol) pe text de  Haim Hefer
- Aní nossé imí (et tzáar hashtiká)  (Duc cu mine...) (tristețea tăcerii) pe text de Yaakov Orland
- Malú asameinu bar (Umpleți hambarele cu cereale)
- Yesusum midbar vetziá (Bucură-se pustia și deșertul)
- Imnul unităților de șoc Palmah- Shir HaPalmakh (Misaviv yehom hasaar, akh roshenu lo ishakh, lifkuda tamid anahnu, anu, anu HaPalmakh...) pe text de Zerubavel Ghilad
- Hekhalil (Fluierul) pe cuvintele lui Lea Goldberg (poezie publicată în Davar layeladim în 1938)
- Baèden, yeladim (În Eden, copii) cântec pentru copii pe text de Shlomo Zarhi, care l-a scris la vârsta de 10 ani în anul 1915 ca elev de heder metukan și l-a publicat la Moscova în anul 1917 în revista ebraică pentru copii „Shtilim”; Zehavi a găsit cuvintele scrise pe un bilețel aruncat pe stradă și i-a compus o melodie, fără a ști cine e autorul.

Cântecul a fost prelucrat în anii 1960 de Gil Aldema  pentru corul „Shiru Shir” condus de Meir Harnik.

## Viața privată
Zehavi a fost căsătorit de trei ori:
- Din căsnicia lui cu Yehudit Abramson, s-a născut fiul sau cel mare, Shay, care a suferit, după câte se pare de autism. Tratamentul copilului a dus la numeroase tensiuni între soți și ei s-au despărțit. Zehavi l-a luat el însuși în îngrijire pe fiul său, până ce a fost nevoit să-l transfere la un azil pentru copii cu probleme mentale speciale la Ghivat Hashloshá. La 10 aprilie 1946 copilul, de 9 ani, a dispărut din azil și, în ciuda multor eforturi de căutare, nu a mai fost găsit.
- A doua sa soție - începând din 1948 -  a fost Rivka Pintchi, cu 20 ani mai tânără ca el,

ei au avut un fiu, Adí. Au divorțat în anul 1952. 
- În 1953 s-a însurat cu Minna Wittmann, supraviețuitoare a Holocaustului, cu 17 ani mai tânără decât el, și mama celui de-al treilea și al patrulea fii ai săi - Rafi și Liron.

Nora sa, soția lui Rafi Zehavi, este Dafna Zehavi, care este cunoscută ca interpretă a cântecelor sale.  
Fiica surorii sale, Lea Goldis-Levitas, este biologul evoluționist profesorul Eviatar Nevo.

## In memoriam
- Arhiva lui Zehavi este păstrată la Biblioteca Națională din Ierusalim.
- Din anul 2015 se organizează excursii muzicale în kibuțul Naan, pe urmele lui David Zehavi și a muzicii sale,  sub îndrumarea scriitorului Ofer Reghev și a lui Dafna Zehavi, nora compozitorului
- Străzi la Jaffa și la Kfar Sava au primit numele său

## Premii și onoruri
- 1961 Premiul Alkoni pentru cântec ebraic - ca omagiu pentru cântecele corale, pentru copii și de muzica ușoară („populară”) - premiul Alkoni era acordat în Israel, în cadrul ceremoniei de acordare a Premiilor Engel pentru muzică

## Discografie
- Shirim leshirá vetzibur im David Zehavi - Cântece pentru cântare în public cu David Zehavi și alții  - 1955 -Kibutz Beit Hashita
- Shelo igamer leolam - din cântecele lui David Zehavi - 1977 pe texte de autori diverși, prelucrări de Gil Aldema, Sh Cohen, Ilan Gilboa, Itzhak Graziani, Eldad Shrim, Oded Pinhassi, - interpreți:Tzila Dagan, Yafa Yarkoni, Shlomo Artzi, Netanela, Havurat Renanim )
- Ani nosse imi - din cântecele lui David Zehabi Clubul Hazemer Bnei Shimon 1990
- Mehadash oto hashir - din cântecele lui David Zehavi, Clubul Hazemer , ed Beit Kama, Bnei Shimon  - 2011